# Jehuda Grünwald
Jehuda Grünwald (n. 1849, Berezove, Regiunea Rivne, Ucraina – d. 9 martie 1920, Satu Mare, România) a fost un mare rabin al comunității ortodoxe din Satu Mare.

## Memoria
Mormântul său din cimitirul evreiesc din Satu Mare a fost un loc de pelerinaj pentru credincioșii școlii Satmar.